# سارانون آنوئین
سارانون آنوئین (تایلندی: สรานนท์ อนุอินทร์؛ زادهٔ ۲۴ مارس ۱۹۹۴) بازیکن فوتبال اهل تایلند است.
از باشگاه‌هایی که در آن بازی کرده‌است می‌توان به باشگاه فوتبال ناکون راتچاسیما اشاره کرد.
وی همچنین در تیم ملی فوتبال تایلند بازی کرده‌است.